# Somalski jezik
Somalski jezik (ISO 639-3: som), afrazijski jezik kušitske porodice, kojim govori 12 653 480 ljudi u nekoliko zemalja istočne Afrike, od čega 8 340 000 u Somaliji (2006); 3 960 000 u Etiopiji (2006); 420 000 u Keniji (2000 WCD); 297 000 u Džibutiju (2006).
Somalski je jedan od 6 jezika somalske podskupine istočnokušitskih jezika, i ima tri dijalekta sjevernosomalski, benaadir i af-ashraaf (ashraaf). Sjevernosomalski je postao temeljem standardnom somalskom, službenim jezikom Somalije.

## Glasovi
32: b tDh dD d.* kh g G tS f s S x H 9 m n l r[ ? h i I "e E aa U+ "@) a U O j w

## Vanjske poveznice
- Ethnologue (14th)
- Ethnologue (15th)
- Bibliografija